# Liste der Einträge im National Register of Historic Places im Caldwell County (Missouri)

Lage des Caldwell County in Missouri

Die Liste der Einträge im National Register of Historic Places im Caldwell County in Missouri führt die Bauwerke und historischen Stätten im Caldwell County auf, die in das National Register of Historic Places aufgenommen wurden.
| [ 3 ] | Name                       | Bild                       | Eintragsdatum        | Lage                                                        | Ort      | Beschreibung |
| ----- | -------------------------- | -------------------------- | -------------------- | ----------------------------------------------------------- | -------- | ------------ |
| 1     | Caldwell County Courthouse | Caldwell County Courthouse | 1972 ID-Nr. 72000707 | Main Street 39° 38′ 28″ N, 94° 2′ 13″ W                     | Kingston |              |
| 2     | Far West                   | Far West                   | 1970 ID-Nr. 70000324 | Rund 8 km westlich von Kingston 39° 40′ 17″ N, 94° 7′ 52″ W | Kingston |              |